# Liga de Voleibol Superior Masculino 1980
La Liga de Voleibol Superior Masculino 1980 si è svolta nel 1980: al torneo hanno partecipato 13 franchigie portoricane e la vittoria finale è andata per la quarta volta consecutiva ai Plataneros de Corozal.

## Regolamento
La competizione vede le tredici franchigie partecipanti affrontarsi senza un calendario rigido fino ad arrivare a ventiquattro incontri ciascuna:
- Le prime otto classificate accedono ai play-off scudetto, dove vengono accoppiate col metodo della serpentina, strutturati in quarti di finale e semifinali al meglio delle cinque gare, mentre la finale si gioca al meglio delle sette gare.

## Squadre partecipanti
| - Bucaneros de Arroyo - Caciques de Jayuya - Cafeteros de Yauco - Changos de Naranjito - Cocoteros de Isla Verde - Criollos de Caguas - Delfines de Trujillo | - Guayacanes de Guayanilla - Leones de Ponce - Patriotas de Lares - Plataneros de Corozal - Potros de Santa Isabel - Tigres de Ensenada |

## Campionato

### Regular season

#### Classifica
| Pos. | Squadra                  | Pt | G  | V  | P  | SV | SP | Ratio | PF | PS | Ratio |
| ---- | ------------------------ | -- | -- | -- | -- | -- | -- | ----- | -- | -- | ----- |
| 1    | Patriotas de Lares       | 40 | 24 | 20 | 4  |    |    |       |    |    |       |
| 2    | Plataneros de Corozal    | 40 | 24 | 20 | 4  |    |    |       |    |    |       |
| 3    | Cafeteros de Yauco       | 36 | 24 | 18 | 6  |    |    |       |    |    |       |
| 4    | Changos de Naranjito     | 34 | 24 | 17 | 7  |    |    |       |    |    |       |
| 5    | Leones de Ponce          | 32 | 24 | 16 | 8  |    |    |       |    |    |       |
| 6    | Delfines de Trujillo     | 30 | 24 | 15 | 9  |    |    |       |    |    |       |
| 7    | Caciques de Jayuya       | 28 | 24 | 14 | 10 |    |    |       |    |    |       |
| 8    | Criollos de Caguas       | 18 | 24 | 9  | 15 |    |    |       |    |    |       |
| 9    | Bucaneros de Arroyo      | 16 | 23 | 8  | 15 |    |    |       |    |    |       |
| 10   | Potros de Santa Isabel   | 16 | 23 | 8  | 15 |    |    |       |    |    |       |
| 11   | Tigres de Ensenada       | 8  | 24 | 4  | 20 |    |    |       |    |    |       |
| 12   | Cocoteros de Isla Verde  | 6  | 24 | 3  | 21 |    |    |       |    |    |       |
| 13   | Guayacanes de Guayanilla | 4  | 24 | 2  | 2  |    |    |       |    |    |       |

| Ai play-off scudetto |

### Play-off
|  | Quarti di finale | Quarti di finale      | Quarti di finale   |                    |                      | Semifinali            | Semifinali | Semifinali |  |  | Finale | Finale                | Finale |
|  |                  |                       |                    |                    |                      |                       |            |            |  |  |        |                       |        |
|  | 1                | Patriotas de Lares    | 3                  |                    |                      |                       |            |            |  |  |        |                       |        |
|  | 8                | Criollos de Caguas    | 0                  |                    |                      |                       |            |            |  |  |        |                       |        |
|  | 8                | Criollos de Caguas    | 0                  |                    | 1                    | Patriotas de Lares    | 3          |            |  |  |        |                       |        |
|  |                  |                       |                    |                    | 1                    | Patriotas de Lares    | 3          |            |  |  |        |                       |        |
|  |                  | 3                     | Cafeteros de Yauco | 2                  |                      |                       |            |            |  |  |        |                       |        |
|  | 3                | 3                     | Cafeteros de Yauco | 2                  | Cafeteros de Yauco   | 3                     |            |            |  |  |        |                       |        |
|  | 3                |                       |                    |                    | Cafeteros de Yauco   | 3                     |            |            |  |  |        |                       |        |
|  | 6                | Delfines de Trujillo  | 2                  |                    |                      |                       |            |            |  |  |        |                       |        |
|  |                  |                       |                    |                    |                      |                       |            |            |  |  | 1      | Plataneros de Corozal | 4      |
|  |                  |                       | 2                  | Patriotas de Lares | 0                    |                       |            |            |  |  |        |                       |        |
|  | 2                | Plataneros de Corozal | 3                  |                    |                      |                       |            |            |  |  |        |                       |        |
|  | 7                | Caciques de Jayuya    | 0                  |                    |                      |                       |            |            |  |  |        |                       |        |
|  | 7                | Caciques de Jayuya    | 0                  |                    | 2                    | Plataneros de Corozal | 3          |            |  |  |        |                       |        |
|  |                  |                       |                    |                    | 2                    | Plataneros de Corozal | 3          |            |  |  |        |                       |        |
|  |                  | 5                     | Leones de Ponce    | 0                  |                      |                       |            |            |  |  |        |                       |        |
|  | 4                | 5                     | Leones de Ponce    | 0                  | Changos de Naranjito | 1                     |            |            |  |  |        |                       |        |
|  | 4                |                       |                    |                    | Changos de Naranjito | 1                     |            |            |  |  |        |                       |        |
|  | 5                | Leones de Ponce       | 3                  |                    |                      |                       |            |            |  |  |        |                       |        |